# AR 〜忘れられた夏〜
『AR 〜忘れられた夏〜』（エーアール わすれられたなつ、AR Forgotten summer）は、2006年2月24日にCIRCUSより発売された18禁のパソコンゲーム（アダルトゲーム）ソフト。CIRCUSとTOPCATとの共同開発。対応OSは日本語版Microsoft Windows 98/Me/2000/XP。初回限定版封入特典は『白河家秘伝掛け軸』およびアレンジサウンドトラック。予約特典はオリジナルミニドラマCD。
CIRCUSの作品『水夏』の過去の物語を描いた作品で、『水夏』のキャラクターである「名無しの子」と「メデス（アルキメデス）」が登場する。
角川書店刊行の月刊「コンプティーク」増刊「コンプエース」VOL.006より、虎向ひゅうらによる漫画化作品も連載されていた（全3話）。
2006年12月22日に発売されたファンディスク『C.D.Christmas Days 〜サーカスディスク クリスマスデイズ〜』に白河つみれのシナリオが登場する。

## あらすじ

### Tier1〜天之村の夏〜
都会から遠く離れた静かな村「天之村」に暮らす青年「伊萩滝」。彼はある月夜の晩に不思議な少女と出会う。過去の記憶を失っており、自分の名前すらわからないというその少女は、言葉を話す猫のぬいぐるみ「メデス」を抱えていた。
お腹を空かせているという少女を滝はひとまず自分の住むアパートに連れ帰ることにする。アパートには滝の他に、彼同様両親のいない幼馴染の「凛」、気分屋な管理人の「七菜」、美人で頭脳明晰だが向上心の無い住人の「聖」がいた。
「お嬢」と呼ばれている名無しの少女とアパートの住人達との和やかなひと時を送っていた滝であったが、その頃から彼はしばしば自分が未知の敵とに襲われるという奇怪な夢を見るようになる。そしてお嬢はメデスと一緒に姿を消した。そんなとき、滝のアパートが謎の火災に見舞われるという事件が起きる。アパートから出ることは出来たものの、聖のみが行方不明に陥る。
翌日のことボルケーノにいた滝と将の前に聖が現れるが、それと同時に死者が生き返るという事件が起こる。落ちている人形を拾う。それは紛れもないメデスであった。メデスからこぼれる言葉、滝は理解できずに言われるがまま神社へ向かった。その時、メデスは風化するように消えてゆく。
向かう先、幻覚に襲われるものの、途中で助けてくれる少女がいた。お嬢である。お嬢に連れられ神社に着く。そこにあるのは、滝に似た青年「ロウ」である。ロウが解き放たれたとき、地震と共に全てが崩壊していた。

### Tier2〜崩壊する夏〜
目を覚ますと目の前には白い少女が眠っている。人の姿をしているが、彼女は「メデス」であった。彼女は自身を「南天星君」と名乗り、お嬢の事を「北天星君」と説明する。話を聞くと「天之村」は「天国」そのものだという。天国は崩壊したという事につながる。そして滝は自分に似た男「ロウ」を敵だと知り、現世へと降りるのだった。

## 登場人物
伊萩 滝（いはぎ ろう）
本編の主人公。天之村にあるアパート「ルネッサンス天之」に暮らす。両親はおらず、子供の頃の記憶も確かではない。不思議な少女と出会ったことから思わぬ事態に巻き込まれてゆく。「滝」という名は常時変更可。
名無しの子（ななしのこ）
滝と出会った謎の少女。黒いマントと鈴つきの帽子を身につけ、赤い瞳を持つ。純粋無垢な性格で記憶をほとんど失っているため一般常識にも疎い。自分の名前がわからないので、周囲からは「お嬢」と呼ばれている。体は小さいが食欲は人一倍で、かなりの食いしん坊。自分のことを「ボク」と呼ぶ。
メデス
名無しの子がいつも腕に抱えている白い猫のぬいぐるみ。人間の言葉を話すが、その口調はやや乱暴で毒舌的。かなりの知識と知恵を持つ。
吉野 凛（よしの りん）
滝と同じアパートに住む幼馴染の少女で滝のことを「お兄ちゃん」と呼ぶ。滝同様両親がおらず、二人はいつも助け合いながら暮らしてきた。面倒見がよく、いつも滝のために食事を作ってくれるが、滝が他の女の子と仲良くすると嫉妬してしまうことがある。
松矢 七菜（まつや なな）
「ルネッサンス天之」の管理人である少女。いつも仕事が忙しい両親の代わりにアパートの管理を任されている。気まぐれな性格。ボーイズラブ系の同人誌を描くのが趣味。
中羽 聖（なかはね ひじり）
「ルネッサンス天之」の住人である少女。人付き合いが苦手で一人で部屋に篭っていることが多く、アパートの家賃も滞りがち。しかし頭はよく英語で書かれた学術論文の翻訳をこなすこともできる。数年前、行き倒れていたのを七菜の父が見つけてアパートに連れ帰った。滝同様、過去の記憶があまり無い。
白河 つみれ（しらかわ つみれ）
天之村に古くからある名家・白河家の令嬢。周りからは「つみれお嬢様」と呼ばれている。腰が低く、とても礼儀正しい。なぜかいつもメイド服を着ている。
飛鳥 都（あすか みやこ）
村にある神社「天之神社」で巫女をしている女性。おっとりとしていて優しい。七奈と一緒によく同人誌を描いている。片目が悪いらしく眼帯を身に着けている。
鍬谷 将（すきたに しょう）
滝の友人で、村にある喫茶店「ボルケーノ」の店長。実直な性格で曲がったことが嫌い。聖に密かな想いを寄せている。
鍬谷 拳（すきたに けん）
将の父親。白河家にて執事を務めている。あきれるほどの女好きのため、凛から鉄拳を食らうことも多いが、執事としての腕は良い。
佐古 誠三（さこ せいぞう）
凛がアルバイトをしている海の家「Boom」の店長。拳と同様女好きで彼とは気が合う。
金堂 幸司（こんどう こうじ）
聖の知り合いである大学助教授。聖のことが好きで、何が何でも自分の恋人にしようとしている。容姿はあまり良いほうではなく、そのことにコンプレックスを持つ。
ロウ
滝とそっくりな顔をした謎の青年。黒い装束のような服を纏っており、刀を手にしている。冷酷で残忍な性格。
ねこと
籠眼に所属している少年。とても内気で人懐っこい性格をしているが、ドジなこともあり、みんなに迷惑を掛けることもあるが、心優しい少年。
玉城 優弥（たまき ゆうや）
金堂が助教授をしている大学の門下生、最初は金堂の紹介で滝の前に現れる。超が付く程の甘党だが、その見かけに反し毒吐きで突っ込み役である。ドラマCD版のオリジナルキャラクター。
手代木 臣（てしろぎ しん）
優弥と同じく金堂が助教授をしている大学の門下生、優弥とは親友同士だが常に振り回されている。滝たちと出会った事により戦いに巻き込まれる。ドラマCD版のオリジナルキャラクター。
白河 つくね（しらかわ つくね）
白河つみれの双子の姉で、白河家の当主になるべく海外留学していたが、C.D.Christmas Days 〜サーカスディスク クリスマスデイズ〜にて登場している。

## 声の出演
- 女性（ゲームのみ）
  - 名無しの子 - ありす
  - メデス-海原エレナ
  - 吉野凛 - 長澤ゆみ
  - 松矢七菜 - 岩田由貴
  - 中羽聖 - 立花舞
  - 白河つみれ - 木村あやか
  - 飛鳥都 - 野神奈々
  - 千菊、ねこと - 歌名江
- 男性（ドラマCDのみ）
  - 伊萩滝 - 野島健児
  - 鍬谷将 - 谷山紀章
  - 鍬谷拳 - 井上和彦
  - 金堂幸司 - 吉野裕行
  - 佐古誠三 - 家中宏
  - ロウ - 三木眞一郎
  - 玉城優弥 - 市来光弘
  - 手代木臣 - 小西克幸

## 制作スタッフ
- プロデューサー - tororo
- ディレクター - 鷹取兵馬
- 制作進行 - 鵜園誠人
- 原画 - 天羽真理、かゆらゆか、かどつかさ、犬神藤丸
- シナリオ - 鷹取兵馬、黒田百年
- 彩色統括 - 彼ノ矢大輔

## 主題歌
- オープニングテーマ『あしたを許して』
  - 歌：妖精帝國／作詞：畑亜貴／作曲・編曲：橘尭葉
- エンディングテーマ『menimi』
  - 歌：妖精帝國／作詞・作曲・編曲：橘尭葉
- 挿入歌『Vermilion Tiara』
  - 歌：妖精帝國／作詞：畑亜貴／作曲・編曲：橘尭葉

## 関連商品
書籍
- 小説（パラダイムノベルス）
  - AR 〜忘れられた夏〜 上巻 ISBN 4-89490-801-8
  - AR 〜忘れられた夏〜 中巻 ISBN 4-89490-809-3
  - AR 〜忘れられた夏〜 下巻　ISBN 4-89490-817-4

CD
- ドラマCD
  - AR 〜another epilogue〜 I『fate “宿命”』
  - AR 〜another epilogue〜 II『storm “激動”』
  - AR 〜another epilogue〜 III『fusion “融合”』